# トーラー

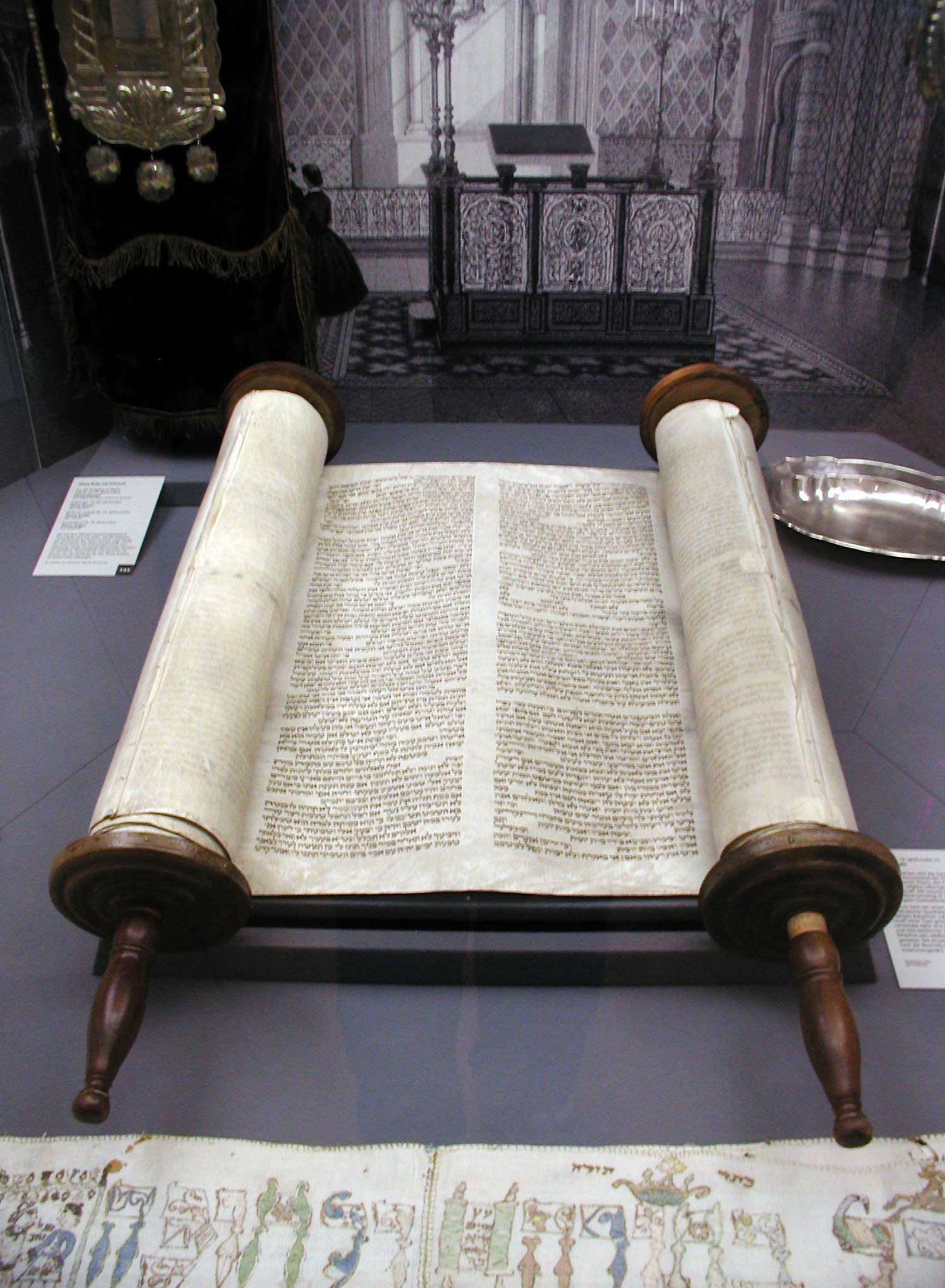
トーラーの巻物

トーラー（ヘブライ語: תּוֹרָה‎、英語: torah）は、ユダヤ教の聖書（タナハ）における最初の「モーセ五書」のこと（成文トーラー）。また、それに関する注釈を加えてユダヤ教の教え全体を指す場合もある。
トーラーはヘブライ語で書かれており、「教え」という意味を持つ。
ラビ・ユダヤ教においては二重のトーラーという観念があり、成文トーラーに加えて口伝トーラーのことも意味する。